# سيدي الشحمي
سيدي الشحمي إحدى بلديات دائرة السانية بولاية وهران، تحدها شمالا بلدية بئر الجير وبلدية وهران في الشمال الغربي، وبلدية حاسي بونيف شرقا وبلدية السانية غربا بلديات دائرة وادي تليلات.

## تقديم البلديـة
بلدية سيدي الشحمي مؤسسة خدماتية تعنى بشؤون المواطنين من تقديم للخدمات التقليدية والأساسية بالدرجة الأولى، فهي تسعى باستمرار في عملية البحث نحو الأفضل في مجال تنفيذ المشاريع التطويرية وتدشين المنشآت الخدماتية وإنشاء المباني المجتمعية لتصل خدماتها إلى كافة القطاعات الرسمية والشعبية من تعليم وصحة ورياضة وثقافة وزراعة واقتصاد....
إنبتقت بلدية سيدي الشحمي عن التقسيم الإداري الجديد لسنة 1985، وتتبع حاليا إلى دائرة السانية، وهي تتربع على مساحة إجمالية قدرها 6475 هكتار أي مايعادل 3.06 % من مساحة ولاية وهران، وهي جزء من المجمع الكبير وتعتبر من إحدى البلديات المجاورة لبلدية وهران، حيث بهذه الصفة اندمجت فيما يسمى بمجمع وهران في إطار المخطط الرئيسي للإصلاح والتعمير.
حيث يبلغ عدد سكان البلدية أكثر من 101 293 نسمة وهو في تزايد مستمر خاصة بمنطقة حي الصباح التي تعرف كثافة سكانية مرتفعة بسبب تخصيص مشاريع سكنية مختلفة بهذه المنطقة، بحيث تضاعف عدد السكان البلدية خلال عشرة سنوات الأخيرة أكثر من أربع مرات وهذا نتيجة التطور العمراني الملحوظ التي عرفته البلدية مع خلق عدد كبير من التجزئات بغض النظر عن البلديات المجاورة.
إضافة إلى مقر البلدية تتكون البلدية من تجمعات سكانية هامة والمتمثلة فيمايلي :
- منطقة سيدي الشحمي المركز وعدد سكانها 22597 نسمة حسب الإحصاء الجديد.
- منطقة النجمــة التي كانت تسمى أنفا بشطيبو نسبة إلى نشاطاتها التجارية والاقتصادية وهي أكبر تجمع سكاني بالبلدية بحيث يزيد عدد السكان بها عن أكثر من 51094 نسمة.
- منطقة سيدي معروف والذي يضم التجمعات السكانية كل من سيدي معروف 1 و2 والكامبو وكلاميس وحي 500 مسكن لديوان الترقية وحي الجديد وبها 18220 نسمة.
- منطقة الأمير عبد القادر وتعتبر هذه المنطقة البوابة الرئيسية في اتجاه بلدية وهــران وتضم 5813 نسمة.
- منطقة حــاسي لبيوض
- منطقة بوعمامة
- منطقة حي الصبــاح التي تضم عدد هائل من السكان بسبب المشاريع التنموية لجميع القطاعات التي استفادت منها هذه المنطقة.